# Simazine
La simazine est une substance active de produit phytosanitaire (ou produit phytopharmaceutique, ou pesticide), qui présente un effet herbicide, et qui appartient à la famille des triazines.
C'est un herbicide sélectif et à action systémique, qui a été développé par la société Geigy (aujourd'hui Novartis) et commercialisé la première fois en 1956. Elle est utilisée pour traiter les adventices feuillues et les graminées annuelles.
Elle fait partie, comme l'atrazine et le terbuthylazine des dérivés chlorés de la 1,3,5-triazine.
La simazine est aussi vendue sous les noms de Gesatop Quick, Linocin, Meduron, Topuron et Trevox. Son usage a été interdit depuis 2003 en France, et au plus tard en 2007 par l'Union Européenne.
Molécule présente dans les produits anti algues pour aquarium du type algol de chez jbl.

## Synthèse
La simazine peut être préparée en laboratoire à partir de cristaux de chlorure cyanurique et d'une solution concentrée d'éthylamine. La réaction est très exothermique et est donc réalisée en général dans un bain de glace, à une température inférieure à 10 °C. Il est aussi impératif de faire la synthèse sous une hotte, car le chlorure cyanurique se décompose à haute température en chlorure d'hydrogène et en cyanure d'hydrogène, deux gaz particulièrement toxiques à l'inhalation.

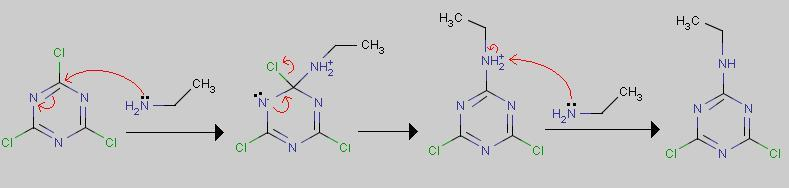
Première partie du mécanisme de formation

## Utilisation comme herbicide
La simazine a été développée dans les années 1950 par Geigy AG, et mise pour la première fois sur le marche en 1956. et fut un grand succès commercial. Cependant, à la suite d'une série de fusions, la section agricole de Geigy appartient à présent à Syngenta.
Tout comme l'atrazine, la simazine inhibe le processus de photosynthèse. Elle reste active dans le sol 2 à 7 mois après son application.
La simazine a été utilisée en agriculture comme herbicide à action sélective contre les mauvaises herbes à feuille large et les graminées. Elle a été particulièrement utilisée dans les cultures de maïs. Elle convient en effet comme herbicide dans les cultures de plantes à racines profondes.  Sur les surfaces non agricoles, elle a également servi d'herbicide total.
Du fait de son utilisation intense, des résidus de plus en plus nombreux de simazine ont été trouvés dans l'eau potable. L'Allemagne a interdit son utilisation ainsi que des produits en contenant depuis 2000.

## Réglementation
Sur le plan de la réglementation des produits phytopharmaceutiques :
- pour l’Union européenne : cette substance active est interdite par la décision 2004/247/CE du 10 mars 2004 à la suite de l'examen relatif à l'inscription à l’annexe I de la directive 91/414/CEE. Le délai de grâce pour l'utilisation expire au plus tard le 31 décembre 2007.
- pour la France : cette substance active n'est pas autorisée dans la composition de préparations bénéficiant d’une autorisation de mise sur le marché. Par l'avis publié au Journal Officiel du 27 novembre 2001, la date limite d'écoulement des stocks a été fixée à la distribution au 30 septembre 2002, et à l'utilisation au 30 septembre 2003. Précédemment, par l'arrêté du 15 février 1997, l'utilisation de la simazine avait été interdite dans les zones non agricoles, et sa dose d'emploi avait été réduite à 1000 g/ha/an en zone agricole.